# Fandango (korporacija)
Fandango je američka korporacija za prodaju kinoulaznica putem telefona i interneta. Osnovana je 2000. godine, a u vlasništvu je NBCUniversal Inc. i dio grupe Comcast. Sjedište korporacije je u Los Angelesu, u američkoj saveznoj državi Kaliforniji. Izvršni direktor poduzeća je Paul Yanover.

## Ponuda
Za kupnju kino ulaznica Fandango naplaćuje naknadu od 75¢ do 2,5$ (naknada za kupnju mobitelom ili telefonom), čime Fandango kupcu rezervira ulaznicu u kinodvorani koju je kupac odabrao ili korporacja samo tiska ulaznicu (uz dopuštenje filma) i daje mogućnost podizanja ulaznice u poslovnicama ili slanjem elektronske ulaznice na mobitel kupca. Na svojoj internetskoj stranici Fandango za svaki film ažurira preostali broj ulaznica i njihovu trenutačnu cijenu. Za određene prigode, praznike, matineje ili za rođendanske dane korporacija provodi popuste na svoje proizvode i smanjuje naknadu za kupnju putem mobilnog uređaja ili telefona. U područjima velikih gradova postoji mogućnost dostave, koja se posebno naplaćuje. Prosječna cijena kinoulaznice na Fandangu iznosi oko 10$, dok na više ulaznica postoji popust na količinu.
Na stranici korporacije mogu se vidjeti isječci iz filmova, službeni traileri, intervjui s filmskim zvijezdama, recenzije, ocjene i kritike korisnika.
Dana 5. svibnja 2015. korporacija je uvela pravilo da kupci mogu kupiti ili rezervirati ulaznicu najkasnije dva sata prije prikazivanja filma.
Svoju android aplikaciju Techlands je svrstao među 50 najboljih android aplikacija za 2013. godinu.

## Vanjske poveznice
- Službena stranica poduzeća
- Fandango na Facebooku
- Fandango na Twitteru